# Stadio Atatürk (Denizli)
Lo stadio Atatürk è il principale impianto sportivo di Denizli in Turchia. Ospita le partite interne del Denizlispor Kulübü.